# Rehia Davio
Rehia Davio (19 de julio de 1974) es un deportista francopolinesio que compitió en judo. Ganó una medalla de plata en el Campeonato de Oceanía de Judo de 2006 en la categoría de –81 kg.

## Palmarés internacional
| Campeonato de Oceanía | Campeonato de Oceanía | Campeonato de Oceanía | Campeonato de Oceanía |
| Año                   | Lugar                 | Medalla               | Categoría             |
| --------------------- | --------------------- | --------------------- | --------------------- |
| 2006                  | Papeete (Francia)     | Medalla de plata      | –81 kg                |